# Garth Ennis
Garth Ennis (1970. január 16. –) északír-amerikai képregényíró. Legismertebb munkája a DC/Vertigo által kiadott Preacher, melyet Steve Dillon rajzolóval közösen alkotott.
Munkáira jellemző az extrém erőszak, a fekete humor, a csúnya szavak gyakori használata, a férfi-barátságok gyakori vizsgálata, a szervezett vallás és a szuperhősök iránti megvetés. Gyakori partnerei Steve Dillon, Glenn Fabry, Carlos Ezquerra és John McCrea.

## Életrajza
Képregényírói pályáját 1989-ben kezdte a Troubled Souls (rajzoló: John McCrea) című sorozattal, mely a rövid életű, de elismert brit Crisis antológiában jelent meg. A képregény egy fiatal protestáns pap történetét mesélte el, aki akaratán kívül belesodródik az ír vallási villongásokba. Ezt egy folytatás, a For a Few Troubles More követte. Ebben a Troubled Souls két mellékszereplője kapott főszerepet, Dougie és Ivor, akik később saját sorozatot kaptak.
A True Faith című vallási szatírát, melyet Ennis iskolaévei inspiráltak és amely szintén a Crisis számára készült, Warren Pleece rajzolta. A sorozat megjelent 1990-ben gyűjteményes kiadásban, de a vallási szervezetek erős tiltakozására hamarosan lekerült a polcokról. Végül 1997-ben, a Vertigo gondozásában jelenhetett meg.
A Crisis megszűnését követően Ennis a 2000 AD-nek kezdett dolgozni, több évre átvéve eredeti alkotójától a kiadó legfontosabb karakterét, Dredd bírót.
Első amerikai munkáját 1991-ben kapta: a Hellblazer című sorozat írásával bízták meg; 1994-ig maradt ebben a szerepben. Sorozata második felére Steve Dillon lett a vezető rajzoló; a vele való kreatív együttműködésből született később a Preacher. 1993-tól '95-ig egy második DC képregényen is dolgozott, ezúttal John McCrea rajzolóval, ez volt a The Demon. Ebben a képregényben jelent meg először a szuperképességekkel rendelkező bérgyilkos, Tommy Monnaghan, vagyis a Hitman, aki később önálló sorozatot kapott, amelyen Ennis ismét együtt dolgozhatott McCreavel. Évekkel a saját Hellblazer-sorozata után Ennis időlegesen visszatért, hogy megírja az ötrészes Son of Man-t, John Higgins rajzolóval.
Ennis máig legnagyobb hatású munkája a 66 részes Preacher, melyet Steve Dillon rajzolóval közösen hozott létre. A sorozat főszereplője egy természetfeletti képességekkel rendelkező prédikátor, aki (szó szerint) elindul megkeresni Istent, miután megtudja, hogy az sorsára hagyta teremtményeit, az embereket. A sorozatot tapsvihar fogadta a média szinte minden részéről: a The Guardian című brit lap a "Hét könyve" címmel jutalmazta egyik gyűjteményes kötetét, Kevin Smith rendező pedig azt nyilatkozta róla, hogy "Szórakoztatóbb, mint moziba járni."
Ennis még a Preacher idejében egy másik sorozatot is indított. Ez volt a Hitman, mely a DC-univerzumban játszódott. A képregény stílusa a véres akcióktól a fékevesztett humoron keresztül a férfibarátság érzékeny bemutatásáig terjedtek. A sorozat 60 részt ért meg.
Szintén ebben az időszakban íródott minisorozatok, mind a DC/Vertigo kiadó számára: Goddess, Bloody Mary, Unknown Soldier, és a Pride & Joy.
A Hitman befejezte után ajánlatot kapott: Joe Quesadától, a Marvel vezető szerkesztőjétől: addig írhatja a Punishert, ameddig csak akarja. Az indító 12 részes minisorozatot szintén Steve Dillon illusztrálta, mint az ezt követő 37 részes sorozatot, mely csak akkor ért véget, amikor Ennis elhatározta, hogy az addigi humoros hangvétel helyett komolyabb témákkal kíván foglalkozni. A sorozat újraindult a Marvel MAX szekciójának gondozásában. Ennis Spider-man-, Ghost Rider-, Hulk- és Thor-történeteket is írt, amíg a Marvelnél dolgozott.
Munkája eredményeként a Comic Buyer's Guide magazin négy egymást követő évben (1997–2000) is jelölte a "Kedvenc Képregényíró" díjra.
2006-ban váratlanul bejelentette, hogy új szerzői tulajdonú sorozatot indít, The Boys (rajzoló: Darick Robertson) címmel a Wildstorm kiadónál. A kiadó indoklás nélkül hat rész után megszüntette a sorozatot, pedig ezt az eladási mutatók egyáltalán nem indokolták. A képregény kiadását a Dynamite Entertainment folytatja.
2008 márciusában Ennis bejelentette, hogy véget vet négy éve tartó közreműködésének a Punisher: Max sorozatban, és War is Hell: The First Flight of the Phantom Eagle címen új minisorozatot indít a Marvelnél, melynek főszereplője Phantom Eagle, aki eredetileg '60-as évekbeli második világháborús Marvel sorozatokban szerepelt.

## Fontosabb munkái
- Preacher (rajzoló: Steve Dillon, kiadó: DC/Vertigo, 66 részes sorozat)
- Hitman (rajzoló: John McCrea, kiadó: DC Comics, 60 részes sorozat)
- Hellblazer (rajzoló: Steve Dillon, kiadó: DC/Vertigo, #41-50, #52-83, #129-133,)
- Judge Dredd (több tucat közreműködés különféle rajzolókkal, kiadó: 2000 AD)
- The Punisher (szintén tucatnyi közreműködés, különféle rajzolókkal, kiadó: Marvel UK)
- The Boys (rajzoló: Darick Robertson, kiadó: Wildstorm, majd Dynamic Entertainment, jelenleg is megjelenő, szerzői tulajdonú sorozat)

## Magyar kiadásban megjelent művei
- Constantine: Romlott szerelem (Hellblazer: Tainted Love in Fekete-Fehér Képregényantológia 1. (Míves Céh, 2005, fordította Varga Péter)
- A megtorló. Balfékek szövetsége; szöveg Garth Ennis, ill. John McCrea, ford. Varga Péter; Goodinvest, Bp., 2007
- Prédikátor; szöveg Garth Ennis szöveg, rajz Steve Dillon rajz, ford. Harza Tamás; Kingpin, Bp., 2007 (Vertigo)
- John Constantine, Hellblazer. Káros szenvedélyek; szöveg Garth Ennis, ceruzarajz William Simpson, ford. Sepsi László; Fumax, Bp., 2019